# Fort Wayne Zollner Pistons 1944-1945
La stagione 1944-1945 dei Fort Wayne Zollner Pistons fu la 4ª nella storia della franchigia. I Pistons vinsero per la seconda volta consecutiva il titolo NBL.
I Fort Wayne Zollner Pistons arrivarono primi in stagione regolare in Eastern Division con un record di 25-5, qualificandosi per i play-off. In semifinale sconfissero i Cleveland Allmen Transfers (2-0), e nella serie finale ebbero la meglio sugli Sheboygan Red Skins (3-2).

## Roster
|  | Naz.                   | Ruolo | Sportivo        | Anno | Alt. | Peso |  |
|  | ---------------------- | ----- | --------------- | ---- | ---- | ---- |  |
|  | Stati Uniti (bandiera) | G     | Bobby McDermott | 1914 | 180  | 82   |  |
|  | Stati Uniti (bandiera) | G     | Buddy Jeannette | 1917 | 180  | 79   |  |
|  | Stati Uniti (bandiera) | AC    | Jake Pelkington | 1916 | 198  | 100  |  |
|  | Stati Uniti (bandiera) | GA    | Chick Reiser    | 1914 | 180  | 75   |  |
|  | Stati Uniti (bandiera) | AC    | Jerry Bush      | 1914 | 191  | 91   |  |
|  | Stati Uniti (bandiera) | GA    | Charley Shipp   | 1913 | 185  | 91   |  |
|  | Stati Uniti (bandiera) | AC    | Bob Synnott     | 1912 | 191  | 86   |  |
|  | Stati Uniti (bandiera) | AG    | Paul Birch      | 1910 | 185  | 86   |  |
|  | Stati Uniti (bandiera) | C     | Ed Sadowski     | 1917 | 196  | 109  |  |
|  | Stati Uniti (bandiera) | C     | Jim Glass       | 1919 | 203  | 95   |  |
|  | Stati Uniti (bandiera) | AC    | Blackie Towery  | 1920 | 193  | 95   |  |
|  | Stati Uniti (bandiera) | GA    | Dale Hamilton   | 1919 | 183  | 82   |  |

## Staff tecnico
- Allenatore: Bobby McDermott